# ベストカー
『ベストカー』は、日本の自動車雑誌。講談社ビーシー・講談社編集兼発行。月2回刊（毎月10日・26日発売）。日本で最も発行部数の多い自動車雑誌として知られる。

## 概要
1977年（昭和52年）11月、三推社（現・講談社ビーシー）から月刊『ベストカーガイド』として創刊。1985年（昭和60年）に誌名を現在の『ベストカー』に改称し、月2回刊（毎月10・26日発売）となった。1992年（平成4年）3月に通巻300号となり、このころ発行部数が30万部を突破、日本一の自動車雑誌となった。2019年（令和元年）9月10日号で通巻1,000号を迎えている。
日本雑誌協会 (JMPA) が2018年10月1日から2019年9月30日にかけて集計した結果によると、同誌の印刷証明付部数は217,875部であり、日本の自動車雑誌としては最多となっており、唯一20万部を超えている。次点は『カー・アンド・ドライバー 日本版』（160,000部）、『CARトップ』（121,857部、印刷証明付部数）で、いずれも20万部に満たない。
培ってきた取材網を活用した新車情報のスクープが人気を博しており（時には自動車メーカーから取材拒否されることもある）、このほか旧車やカー用品、自動車に関連する漫画・アニメーション作品など、クルマ社会全般の話題を幅広く取り扱う。購買層は10 - 20代18.7%、30代32.7%、40代30.2%、50代以上18.4%となっている。

## 関連誌
- ベストカーガイド[10]
- 別冊ベストカー
- ベストカープラス（増刊誌で隔月刊、刊行終了）[11]
- フェネック
- バスマガジン
- フルロード